# Oil’s Well
Oil's Well ist ein Maze-Computerspiel, das 1983 von der Spielefirma Sierra On-Line für den Commodore 64 entwickelt wurde. Oil's Well ist dem Arcade-Spiel Anteater von 1982 sehr ähnlich. Das Spiel wurde außerdem für Apple II, Atari-8-bit, ColecoVision, DOS und MSX veröffentlicht.

## Spielprinzip
Der Spieler steuert einen Bohrkopf, der in den Gängen des Levels alle vorhandenen Punkte einsammeln muss. Währenddessen bewegen sich auf jeder Ebene Monster in unterschiedlichen Farben horizontal. Diese kann man mit dem Bohrkopf „auffressen“; berühren sie jedoch das Rohr, verliert der Spieler ein Leben. Die Schwierigkeit liegt darin, abhängig von der momentanen Position der Gegner, die Wege so zu wählen, dass man genug Zeit hat, in die tieferen Schichten vorzudringen. Weiterhin gibt es 1000 Zusatzpunkte, wenn man blinkende Kelche einsammelt. Kommt jedoch der Bohrkopf mit einer ebenfalls blinkenden Landmine in Berührung, verliert der Spieler ebenfalls ein Leben. Im Spiel gibt es einen großen Punkt, wird dieser eingesammelt, verschwinden alle Landminen und die Monster verlangsamen ihre Bewegung.

## Rezeption
Die Neuauflage für PC sei optisch gelungen. Das Handbuch sei ausführlich. Der regulierbare Schwierigkeitsgrad sei stets hoch.